# Kwale County
Kwale County (bis 2010 Kwale District) ist ein County in Kenia. Die Hauptstadt des Countys ist Kwale. Im Kwale County lebten 2019 866.820 Menschen auf 8270,3 km².

## Geografie

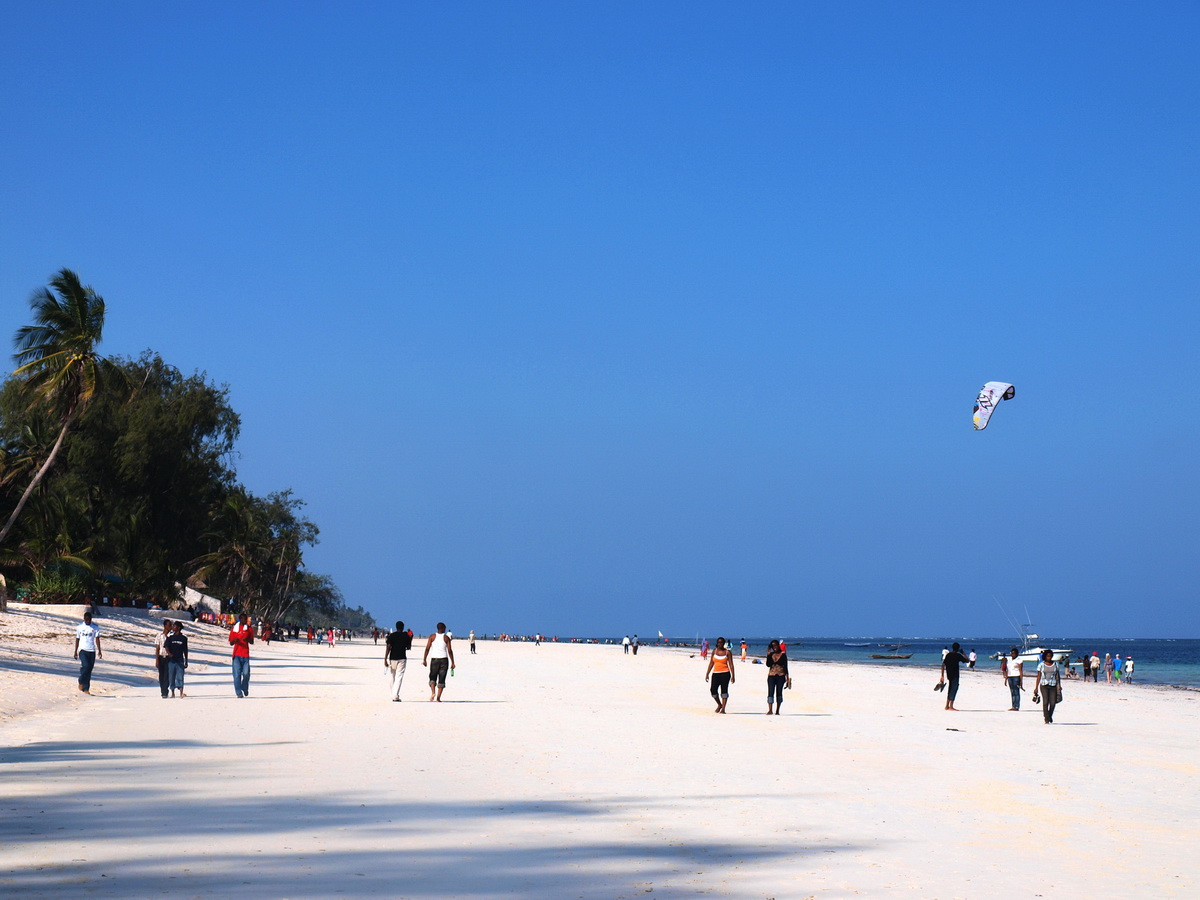
Diani Beach, 2010

Kwale County verfügt über eine Küstenlinie von 250 km, darunter den bekannten Diani Beach. Im Westen des Countys befinden sich zwei Hochland-Plateaus, die Shimba Hills und an der Grenze zum Taita-Taveta County das Nyaka Plateau.
Der County unterteilt sich in fünf Divisionen: Kinango, Kubo, Matuga, Msamweni und Samburu. Der Kwale County stößt im Süden an die Grenze zu Tansania, die östliche Begrenzung bildet der Indische Ozean. Die größten Städte im County waren 2009  Ukunda (61.000 Einwohner) und Msambweni (55.000 Einwohner). Beide Städte sind Touristenzentren. Im Jahr 2001 lebten 40 % der Bevölkerung unterhalb der Armutsgrenze.
Im Bezirk liegt das Naturschutzgebiet Shimba Hills National Reserve. 

## Gesundheitswesen
Kwale County verfügte 2005 über 48 Einrichtungen des Gesundheitswesens, davon drei Krankenhäuser. Neben Malaria, Darm- und Atemwegsinfektionen stellen HIV und Aids ein großes Problem dar. Die HIV-Prävalenz betrug 2005 25 %.

## Wirtschaft
In küstennahen Landstrichen werden Mineralsande abgebaut, aufbereitet und deren Rohstoffkonzentrate über den Hafen in Mombasa exportiert. Es handelt sich um  die Minerale Ilmenit, Rutil und Zirkon. Sie sind international gefragte Rohstoffgrundlagen für die Herstellung von Weißpigmenten, zur Stahlveredlung und der Zirkon als Quelle für Zirkonium und Hafnium.